# Pterolophia ivorensis
Pterolophia ivorensis là một loài bọ cánh cứng trong họ Cerambycidae.